# N-Vinylcarbazole
Le N-vinylcarbazole est un composé aromatique hétérocyclique utilisé comme pour la production de polymères dans l'industrie électrique.

## Utilisation
Par polymérisation, le N-vinylcarbazole donne le polyvinylcarbazole qui est thermiquement et chimiquement stable et qui possède des propriétés photoconductrices ainsi qu'une faible perte diélectrique.

## Production et synthèse
Le N-vinylcarbazole est produit par réaction entre le carbazolate de potassium et l'oxyde d'éthylène ou le chlorure de vinyle ou par réaction entre le carbazole et l'acétylène.